# Церква Різдва Пресвятої Богородиці (Кривий Ріг)
Храм Різдва Пресвятої Богородиці у Кривому Розі — храм Криворізької єпархії УПЦ МП, заснований 1886 року, є одним з найстаріших у Кривому Розі. Після свого закриття в 1932 р. відновлений у 1991 р.
Настоятель храму — протоієрей Анатолій Риженко.

## Історія

### Дореволюційна життя парафії

#### Заснування храму
Зважаючи на стрімкий індустріального розвитку Криворізького краю на рубежі XIX—XX ст. значно виростає населення містечка Кривого Рогу, єдиний храм якого — Миколаївська церква — вже не в змозі була вмістити в себе всіх своїх парафіян. Тому рішенням Херсонської духовної консисторії з благословення Високопреосвященнішого Никанора (Бровковича), архієпископа Херсонського і Одеського в 1886 році в Кривому Розі утворили новий прихід із Різдво-Богородичний молитовним будинком.
Адміністративно Різдво-Богородичний молитовний будинок належав до Широківського благочинницького округу Херсонського повіту Херсонської губернії. Крім найближчих жителів містечка Кривий Ріг, до Різдво-Богородичному приходу відносилися мешканці присілків сусідньої Катеринославської губернії — Шмакове (в 5 верстах від храму) і Дубова Балка (у 12 верстах). Станом на 1901 загальна кількість прихожан храму становило 2184 людини — 1102 чоловіки і 1078 жінок православного віросповідання, а також 4 розкольника (старообрядця).

#### Церковний причт
За затвердженим Херсонською духовною консисторією штатом церковного причту, в Різдво-Богородичному молитовному будинку служили 1 священик і 1 псаломщик.
З кінця 1897 р. в храмі служив священик Володимир Бабура [Архівовано 13 травня 2014 у Wayback Machine.]. У вересня 1907 отця Володимира за власним бажанням перевели до села Володимирівка Херсонського повіту. Його наступником став священик Михайло Пухальський, призначений у Кривий Ріг 28 жовтня 1907 Під час його служіння на парафії, після реконструкції будівлі храму в 1909 р., Різдво-Богородичний молитовний дім офіційно отримав статус церкви. Тоді дещо змінився архітектурний вигляд храму: була надстроенабаня на підпружних арках і виведені бічні крила.
До числа церковного причту, який служив у Різдво-Богородичному храмі, належав також псаломщик. З 1897 по 1912 р. послух псаломщика ніс Кирик Чеботар. У 1907 році другим псаломщиком став Петро Серебрянський, переведений за власним бажанням з Успенської церкви села Великий Буялик Одеського повіту.
Відомо ім'я одного з церковних старост приходу в цей період — Маркела Сліпченко, який з 1908 р. декілька років перебував на цій посаді.
Причт храму Різдва Пресвятої Богородиці в господарському плані повністю знаходився на забезпеченні своїх парафіян. Оскільки казенної платні на нього не було, то виплачувалося воно від парафіяльної громади, і становило 300 руб. на рік. Священик храму забезпечувався церковним житлом, а псаломщику видавалося від церкви квартирні гроші. Своєї землі храм не мав.

#### Приходське попечительство
Як члени церковно-парафіяльної громади парафіяни храму Різдва Пресвятої Богородиці мали свій місцевий орган — приходське попечительство. Вперше воно було засновано в 1893 р. Його головою став селянин Єремія Шаблій, а членами, крім постійних, звільнений в запас армії унтер-офіцер Михайло Буря і Петро Бойко, а також селяни Омелян Карпенко, Григорій Бойко, Іван Тоніч і Степан Кучер. Очевидно, за ініціативою цього попечительства, в 1894 р. Роман Кочерга зібрав у прихожан на користь храму зерна на суму 125 руб.
Разом з тим, і інші члени громади намагалися внести свою лепту в оздоблення церкви. У різний час на Різдво-Богородичний молитовний будинок були пожертвувані ікони, підсвічники, хоругви, священицькі ризи та інше церковне начиння, загальною вартістю в 815 руб. 50 коп. Імена всіх жертводавців були опубліковані в «Херсонських єпархіальних відомостях».
У 1897 р. в оновлений склад парафіяльного піклування увійшли селяни Петро Сергієнко, Симеон Харенко, Авраам Кучма, Онисим Кучер і Марк Волошин. Очолив його селянин Євстратій Кучер. У 1910 р. головою піклування був обраний Іларіон Харенко, а членами — Лазар Сліпченко, Йосип Кернер, Омелян М'яч, Трохим Отрішенко, Семен Липицкий, Єфроним Комар, Прокопій Сліпченко, Євсій Жур, Оксентій Кочерга.

#### Шкільна освіта

Розклад занять у однокласні церковно-приходській школі в Херсонській єпархії. 1886

На рубежі ХІХ і ХХ ст. Криворіжжя стрімко розвивалося в індустріальному відношенні, тут відкривалися контори та представництва багатьох фінансових установ і промислових товариств. У зв'язку з цим виникла велика необхідність в достатній мірі навчених кваліфікованих працівниках. Тому, поряд з міністерством народної освіти і земствами, Православна Церква займалася не тільки духовним просвітництвом, а й початковою освітою своєї пастви. Так, при Різдво-Богородичному храмі зусиллями священика Володимира Бабури і турботами парафіяльного попечительства в 1897 р. була відкрита школа грамотності та законоученія.
Слід зазначити, що рівень школи грамотності був нижчим рівня церковно-парафіяльної школи, до якої висувався цілий ряд узаконених вимог: наявність достатньо підготовлених вчителів, відповідність навчального процесу програмами, затвердженими ради училищ, виклад предметів за спеціальними підручниками та посібниками, схваленими Святійшим Синодом, забезпеченість необхідними засобами для підтримки належного рівня викладання. Якщо навчальний заклад не відповідало якомусь із зазначених вимог, він мав статус школи грамотності, призначення якого було досить вузьким, виходячи з самої назви. Однак, наявні відомості дозволяють припустити, що незабаром процес освіти на парафії було піднято на належний рівень, тому що в матеріалах за 1901 р. при Різдво-Богородичному молитовному будинку значиться вже, власне, церковно-приходська школа.

### Період богоборства

священномученик Онуфрій (Гагалюк), єпископ Єлизаветградський

На хвилі революційних потрясінь, серед хаосу і терору в березні 1918 р. після трьохгодинних знущань і тортур у своєму будинку був убитий настоятель Різдво-Богородичного храму священик Михайло Пухальский відомим місцевим бандитом Микитою Тетиор. Похований він був на цвинтарі біля Микільської церкви. Коли в 1933 р. найстаріший храм Кривого Рогу зруйнували, його могилу перенесли на цивільне кладовище, і тепер місце поховання його не відомо. У серпні того ж 1918 року вбивця загинув у перестрілці з представниками Державної варти (поліції часів гетьмана Павла Скоропадського).
Разом з іншими церквами Криворіжжя храм Різдва Пресвятої Богородиці став об'єктом вилучення церконих цінностей навесні 1922 р.

священноиученик Порфирій (Гулевич), єпископ Криворізький

У ситуації, яка посилилася обновленчеським розколом, справжнім розрадою для віруючих було перебування в Кривому Розі з 23 травня по 16 жовтня 1923 святого священномученика Онуфрія (Гагалюка), єпископа Єлизаветградського, вікарія Херсонської єпархії. Тут, після одеського ув'язнення, владика активно боровся з оновленцями і самосвятами, трудився над створенням окремого Криворізького вікаріатства і напевно служив у храмі.
Разом з гоніннями на духовенство, не менше сильне суспільне і державне тиск чинився і на простих віруючих. Тому, коли 23 грудня 1924 відбулася реєстрація нового статуту Різдво-Богородичного храму, що фіксувала зміни в положенні Православної Церкви в радянському суспільстві і державі, в приході налічувалося 540 парафіян.
У контексті боротьби за новий побут, який би відповідав революційної дійсності, у Криворізькому окрузі була проведена робота по зміні назв вулиць, площ і населених пунктів, які включали в себе «релігійний» зміст. Таким чином, з топоніміки Кривого Рогу зникла вулиця Різдво-Богородична, а замість неї з'явилася вулиця Українська.
Деякий підйом релігійного життя в місті був пов'язаний з перебуванням з 8 липня 1928 по 18 вересня 1930 р. на кафедрі святого священномученика Порфирія (Гулевича), єпископа Криворізького, вікарія Дніпропетровської єпархії УПЦ МП, який в ході своїх пастирських візитів відвідував і Різдво-Богородичний храм .
Однак, на тлі сталінських репресій і посиленої антирелігійної пропаганди, в 1932 р. церква була остаточно розграбована і закрита. Її перетворили на дитячий приймач розподільник для малолітніх злочинців і дітей репресованих батьків.
Церковне життя релігійна парафія відновила в роки окупації під час Другої святової війни, у 1941 р. Вона проіснувала до 1961 р., коли була закрита під час хрущовської антирелігійної кампанії.

### Відродження
Відродження храму Різдва Пресвятої Богородиці йшло в загальному ключі подій, пов'язаних з падінням комуністичної ідеології. 7 лютого 1991 половину території храму, службових приміщень і будівля, яке раніше було церквою, було передано вірянам. Церковна територія перебувала в старих завалах, на місці вівтаря стояв тенісний стіл і більярд, проте храм Різдва Пресвятої Богородиці був відкритий. Настоятелем громади був призначений ієрей Анатолій Риженко.
У 1995 році на даху храму був встановлений центральний купол, криворізьким художником-іконописцем Сергієм Юрченко були написані ікони в канонічному стилі для нового іконостасу, виготовленого парафіянами. За два роки почалося будівництво дзвіниці, храм в церковно-архітектурному плані набув форму ковчега.
У 2006 році почалася реконструкція двору і будівництво центральної брами, біля них був встановлений мозаїчний образ «Спас Чорнобильський» на честь і пам'ять ліквідаторів ЧАЕС. Було вирішено здійснити нову реконструкцію будівлі храму, який міг би органічно вписатися в ансамбль парафіяльних споруд. Згідно з розробленим проектом він набув хрестово-купольну форму, був піднятий центральний купол, розширені пономарка і ризниця. Було встановлено новий іконостас, замовлений у Самбірі Львівської області, виконаний майстром Ярославом Шийкою. На подвір'ї з'явилися ставок і фонтан. Реконструкція тривала рік. На престольне свято 21 вересня 2011 року архієпископ Єфрем (Кицай) звершив чин освячення оновленого храму Різдва Пресвятої Богородиці.

## Парафія
Недільна школа при храмі виникла в жовтні 1991 року майже одночасно з відродженням храму. Дитячий хор Недільної школи (Молодіжний хор Православного молодіжного братства імені святителя Петра Могили) є лауреатом 54 Міжнародного фестивалю в Сербії (2005 рік), володарем спеціального призу журі Міжнародного фестивалю «Гайновські дні церковної музики» у Польщі (2007 рік), а також лауреатом всеукраїнських та міжрегіональних фестивалів і конкурсів. Учні студії образотворчого мистецтва відзначені на Всеукраїнському православному фестивалі духовного малюнка і флористики Синодальним відділом УПЦ МП у справах молоді. Недільна школа була нагороджена орденом преподобного Нестора Літописця.
На відзначення 20 ювілею під егідою школи пройшла вперше в єпархії науково-практична конференція «Питання методики і практики викладання в Недільній школі», в якій взяли участь представники органів державної влади, місцевого самоврядування, викладачі вузів та загальноосвітніх шкіл міста, духовенство єпархії, вчителя Недільних шкіл. Недільною школою таже було проведено круглий стіл присвячений питанням викладання релігієзнавчих дисциплін у загальноосвітній школі.
Православне молодіжне братство, імені святителя Петра Могили виникло в 2005 році на базі хору, стало традиційним відзначення Дня православної молоді стало традиційним.
Його головною метою є духовно-просвітницька діяльність серед сучасного суспільства, тому духовним покровителем не випадково обраний святитель Петро Могила, митрополит Київський і Галицький. Молодіжний хор організовує благодійні концерти духовної музики з елементами народної пісні в ріізних установах міста. Співці активно підтримують громадську ініціативу у сфері культури і беруть участь у загальноміських заходах: проведеннях концертів, відкриттях виставок та відзначеннях пам'ятних дат, екологічному русі та флешмобах. Інші члени братства здійснюють технічну та організаційну підтримку виступів молодіжного хору.
З 11 квітня 1999 року Братством видається парафіяльна газета «Свіча», у якій висвітлюється будні і свята приходу. Тираж газети становить в середньому 500 примірників. У вересні 2000 році вперше окремим аркушем вийшла газета «Зернятко», як розділ газети «Свіча», а до вересня 2002 року вона стала повноцінною газетою Недільної школи. Разом з цим, у молодіжному братстві ведеться робота з вивчення історії храмів Криворіжжя, розробляються і проводяться екскурсії по релігійних місцях Кривого Рогу.
У травні 2001 року при храмі було створено Товариство сестер милосердя преподобномучениці великої княгині Єлизавети Федорівни. Парафіяни почали доглядати важко хворих, що лікуються в 3-й міській лікарні. З часом, адміністрація лікарні віддала сестрам милосердя ціле крило терапевтичного відділення, що було відремонтоване на благодійні кошти. Були обладнані 10 лікарняних палат і влаштована каплиця в ім'я святого великомученика Пантелеймона Цілителя (відкрита 24 листопада 2001 року). На цій базі засновано відділення геріатрії, в якому сестри надають допомогу хворим і одиноким людям та людям похилого віку.
З 2003 року функціонує церковний дитячий табір храму, який знаходиться на узбережжі Чорного моря в містечку Хорли (Херсонська область). Щорічно в таборі оздоровлюються понад 100 дітей і близько 30 дорослих, які здійснюють догляд за дітьми. Всього за літо в дитячому оздоровчому таборі передбачено п'ять змін. Діти там живуть за релігійними канонами..